# Bore Star
Die Bore Star war ein 1975 in Dienst gestelltes Fährschiff der finnischen Reederei Bore Line, das bis 1980 für die Silja Line zwischen Helsinki und Stockholm eingesetzt wurde und auch für Kreuzfahrten genutzt werden konnte. In seiner Dienstzeit stand das Schiff für eine Vielzahl von Eignern auf verschiedenen Routen und unter verschiedenen Namen im Einsatz, darunter von 1980 bis 1986 als Silja Star sowie von 1992 bis 2009 als Wasa Queen. 2013 wurde das zuletzt als Amet Majesty für Ausbildungsfahrten und Kreuzfahrten genutzte Schiff im indischen Alang abgewrackt.

## Geschichte
Die Bore Star entstand unter der Baunummer 143 in der Werft von Dubegion-Normandie in Nantes und lief am 30. Januar 1975 vom Stapel. Nach der Ablieferung an die Bore Line am 2. Dezember 1975 nahm das Schiff am 11. Dezember 1975 unter Charter der Finnlines den Dienst auf und wurde hierbei zunächst für Kreuzfahrten an der afrikanischen Westküste eingesetzt. Die Aufnahme des Fährbetriebs zwischen Stockholm und Helsinki erfolgte im Juni 1976 unter Bereederung der Silja Line. Von November 1976 bis Mai 1977 erfolgte weitere Kreuzfahrten für Finnlines an der afrikanischen Westküste. Die Schwesterschiffe der Bore Star waren die Svea Corona und die Wellamo, beide ebenfalls 1975 in Dienst gestellt.
Im September 1980 wurde das Schiff in Silja Star umbenannt und stand nun auf der Strecke von Stockholm nach Mariehamn und Turku im Einsatz. Im Januar 1986 beendete die Silja Star ihre letzte Überfahrt und ging anschließend zur Werftüberholung in die Howaldtswerke-Deutsche Werft in Kiel.
Im selben Monat ging die Fähre in den Besitz der Baldur Ltd. mit Sitz auf Bermuda über und trug fortan den Namen Orient Express. Im Februar 1986 wurde sie in der Lloyd Werft Bremerhaven umgebaut und anschließend ab Mai 1986 unter der Bereederung von Sealink für Kreuzfahrten zwischen Venedig, Piräus und Istanbul eingesetzt. Später folgten Reisen zu den Kanaren sowie unter Charter verschiedener Reeder unter anderem in die Karibik. Von Dezember 1988 bis März 1989 erfolgte ein weiterer Umbau, diesmal in Marseille. Die Orient Express blieb bis 1990 als Kreuzfahrtschiff im Einsatz und trug zwischenzeitlich während ihrer Charterreisen für andere Anbieter auch die Namen Club Sea und Eurosun. Anschließend wurde das Schiff ab Juni 1991 als Orient Sun für Reisen ab Singapur genutzt.

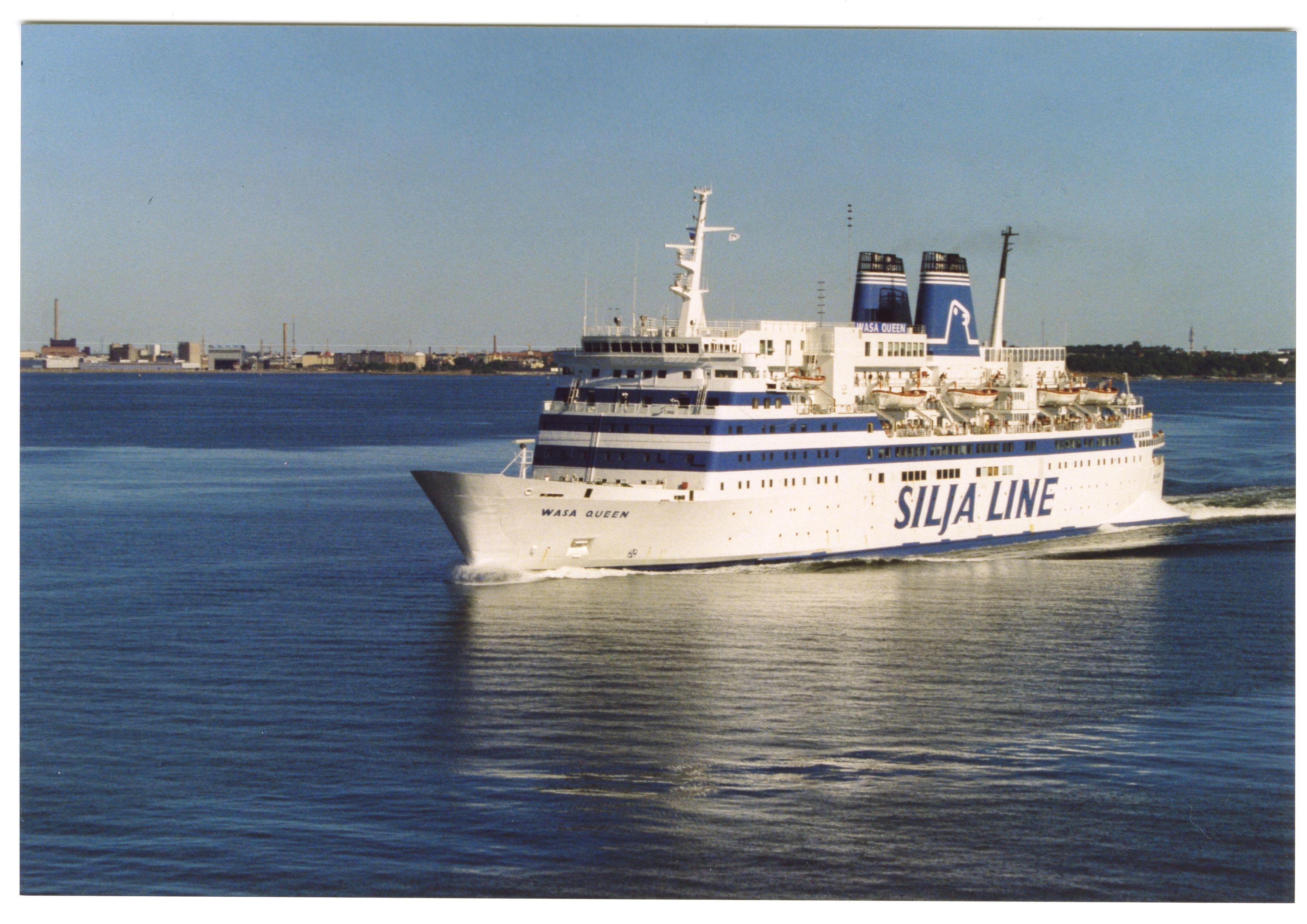
Als Wasa Queen im Juli 1999

Im April 1992 wurde die Orient Sun an die Wasa Lines verkauft und in Wasa Queen umbenannt. Sie war fortan wieder als Fähre im Einsatz und befuhr hierbei die Strecken von Sundsvall nach Vaasa sowie von Umeå nach Vaasa. Zwischenzeitlich stand das Schiff auch zwischen Helsinki und Tallinn im Einsatz. Im Januar 2001 wurde die Wasa Queen ausgemustert und nach einer kurzen Zeit als Wohnschiff in Genua an Star Cruises nach Singapur verkauft, um von Juli 2007 bis Oktober 2008 von der Star Cruises-Tochtergesellschaft Cruise Ferries für Kurzreisen als Casinoschiff eingesetzt zu werden.
Ab April 2009 stand die nun der Chryses Finance Company gehörenden Fähre als Arberia für verschiedene Betreiber im Mittelmeer im Einsatz, darunter für die griechische Reederei NEL Lines zwischen Bari und Durrës.
Im März 2011 kaufte die Academy Of Maritime Education and Training in Chennai das Schiff und setzte es ab Juni 2011 als Amet Majesty für Kreuzfahrten und Ausbildungsreisen ein. Nach knapp zwei Jahren im Dienst wurde die Amet Majesty im Mai 2013 endgültig ausgemustert und zum Abbruch ins indische Alang verkauft, wo sie am 17. Mai 2013 eintraf.